# Życie i niezwykłe przygody żołnierza Iwana Czonkina
Życie i niezwykłe przygody żołnierza Iwana Czonkina (ros. Жизнь и необычайные приключения солдата Ивана Чонкина) – satyryczna powieść rosyjskiego pisarz i dysydenta Władimira Wojnowicza, napisana w latach 1963–1969, pierwsza i najbardziej znana część trylogii o Czonkinie. 
Oficjalne wydanie krytykującej system radziecki powieści było w ZSRR niemożliwe. Książka została wydana w wydawnictwie podziemnym w 1970 r., zaś w 1975 r. ukazała się w Paryżu, co oznaczało koniec kariery Wojnowicza jako członka radzieckiego związku pisarzy. W 1980 r. autor musiał opuścić ZSRR i został pozbawiony obywatelstwa radzieckiego. Polskie tłumaczenie Wiktora Dłuskiego (pod pseudonimem Władysław Doroń) wydała podziemna oficyna NOWA w 1984, zaś wydanie oficjalne wyszło w 2006.
Główny bohater powieści stanowi połączenie Wani Duraka – bajkowej postaci, charakteryzującej się zdrowym rozsądkiem i dzielnego wojaka Szwejka z książki Jaroslava Haška. Konflikt, który rozgorzał wokół publikacji powieści w głównej mierze wynikał z paradoksalnej natury utworu – zwykły szeregowiec okazuje się w centrum wydarzeń, nieodpowiadających znaczeniu jego osoby.

## Fabuła
Akcja pierwszej części powieści rozgrywa się w 1941 r. w ZSRR przed wybuchem i w pierwszych miesiącach trwania wielkiej wojny ojczyźnianej. W niewielkiej wiosce Krasnoje awaryjnie ląduje samolot wojskowy U-2, a dowództwo nie mając chwilowo możliwości odholowania maszyny, decyduje się postawić przy niej wartownika. W jednostce wojskowej niedaleko od Krasnego przechodzi służbę wojenną szeregowy Iwan Czonkin. Prostoduszny żołnierz o wyglądzie dalekim od wyglądu wzorowego wojskowego wypełnia obowiązek wojskowy w wydziale gospodarczym pułku, zajmując się sprzątaniem nawozu. Właśnie jego dowództwo wysyła na posterunek obok samolotu we wsi Krasnoje.
Czonkin trafia do wsi i po pewnym czasie zamieszkuje z kołchoźnicą-listonoszką Niurą. Wkrótce przenosi swój posterunek do izby Niury. Wybucha wojna i o Czonkinie i samolocie dowództwo szczęśliwie zapomina. Nie przypomnieliby sobie o nim, gdyby nie zdarzył się nieprzyjemny wypadek – krowa Niury zjadła eksperymentalne sadzonki krzyżówki pomidora i ziemniaka, posadzone przez miejscowego hodowcę-amatora Gładyszewa. Mściwy kołchoźnik napisał donos na Czonkina do rejonowego oddziału NKWD. Miejscowi czekiści reagują na sygnał społeczeństwa, ale aresztowanie dezertera okazuje się nie taką prostą sprawą: Czonkin i Niura z powodzeniem bronią swego gospodarstwa. Do zatrzymania „bandy Czonkina” zostaje zmobilizowany cały pułk Armii Czerwonej. Czonkin zostaje lekko ranny w wyniku uderzenia pocisku w osobno stojący ustęp Niury. Generał, zdumiony tym, że walczył z jednym szeregowcem i dziewczyną, nagradza Czonkina medalem, ale dostrzegłszy czekistów odbiera mu odznaczenie, a czekiści zabierają Czonkina ze wsi.
W tym samym czasie w pełnej zgodzie z tezą Fryderyka Engelsa o tym, że tak samo jak człowiek stworzył pracę, praca stworzyła człowieka, przedstawioną w książce Dialektyka przyrody, koń o imieniu Osoawiachim staje się człowiekiem, po czym odmawia dalszej pracy w kołchozie. Niedługo potem Osoawiachim ginie od przypadkowej kuli, a pod jego kopytem znaleziono zapiskę: ,,Proszę uważać mnie za komunistę”.

## Kontynuacja
Po sukcesie powieści Wojnowicz w 1979 napisał drugą część Pretendent do tronu (Претенде́нт на престо́л: Но́вые приключе́ния солда́та Ива́на Чо́нкина, wyd. polskie 2012), a po powrocie do Rosji, w 2007 trzecią książkę o Czonkinie Перемещённое лицо́.

## Ekranizacja
W 1993 książka została zekranizowana przez czeskiego reżysera  Jiříego Menzla pod tym samym tytułem. W roli głównej wystąpił Giennadij Nazarow.